# 如果使者在我们中间
如果使者在我们中间 （阿拉伯语：‎），是艾哈迈德·舒楷利为青年制作的沙特阿拉伯电视连续剧。每个程序有多个段；主要部分是对一个年轻人的采访。 采访者会问一些问题，例如：“如果先知穆罕默德今天和我们在一起，他会怎么说___________？”
节目的第二部分以隐藏式摄像机为特色，专注于现实生活中的人。目的是讨论先知穆罕默德在与摄像机拍摄对象相同的情况下会做什么。节目的第三部分是“你知道吗？” 功能，节目的最后部分被称为“他们说________关于他”。
该节目有两季，每季15集。所有剧集也可以在 YouTube 上观看。

## 基础
该计划的想法是基于这本书：“先知传记在社会变革中的指导”，（阿拉伯语：‎）。